# Isospora
Isospora é um género de endoparasitas intestinais monoxênicos de aves, responsável pela isosporíase. A identificação é feita por meio dos oocistos não esporulados eliminados nas fezes do animal. Após a meiose do zigoto, os cistos de Isospora apresentam dois esporocistos dotados de corpo de Stieda, cada um contendo quatro esporozoítos, sendo, portanto, claramente diferenciável de Eimeria. Não deve ser confundido com Cystoisospora, estes parasitas de mamíferos.
Uma espécie bem conhecida, I. serini é um parasita do canário (Serinus canarius). Diferente de espécies de Eimeria, I. serini apresenta um ciclo extra-intestinal.